# Брза Паланка
Брза Паланка је градско насеље у Србији у општини Кладово у Борском округу. Према попису из 2022. у насељу је било 646 становника (према попису из 2011. било је 860 становника, према попису из 2002. било је 1076 становника).
Краљевским решењем од 2. септембра 1885. године насеље је добило статус варошице.
У Брзој Паланци се налазе два заштићена непокретна културна добра, тачније споменика културе: црква Свете Тројице и зграда старе поште-мезулане.
До 1965. ово насеље је било седиште Општине Брза Паланка коју су чинила насељена места: Брза Паланка, Грабовица, Купузиште, Љубичевац, Река, Велесница, Велика Каменица (сада у општини Кладово); Мала Каменица, Михајловац и Слатина (сада у општини Неготин).

## Демографија
Према последњем попису из 2022. године у насељу је живело 646 становника што је за 214 мање у односу на 2011. када је на попису било 860 становника. У насељу живи 562 пунолетних становника, а просечна старост становништва износи 51,66 година (51,17 код мушкараца и 52,15 код жена).
Према подацима пописа из 2022. у насељу има 319 домаћинства, а просечан број чланова по домаћинству је 2,00. а према истом попису има 913 стамбених јединица од којих је 507 насељених.
Ово насеље је углавном насељено Србима (према попису из 2002. године), а у последња три пописа, примећен је пад у броју становника.
|             | \| Демографија[3] \| Демографија[3] \| Демографија[3] \| \| Година \| Становника \| Становника \| \| -------------- \| -------------- \| -------------- \| \| 1948. \| 1.739 \| \| \| 1953. \| 1.683 \| \| \| 1961. \| 1.801 \| \| \| 1971. \| 1.668 \| \| \| 1981. \| 1.699 \| \| \| 1991. \| 1.557 \| 1.183 \| \| 2002. \| 1.076 \| 1.820 \| \| 2011. \| 860 \| \| \| 2022. \| 646 \| \| |            |
| Демографија | |            |
| Година      | Становника | Становника |
| 1948.       | 1.739 |            |
| 1953.       | 1.683 |            |
| 1961.       | 1.801 |            |
| 1971.       | 1.668 |            |
| 1981.       | 1.699 |            |
| 1991.       | 1.557 | 1.183      |
| 2002.       | 1.076 | 1.820      |
| 2011.       | 860 |            |
| 2022.       | 646 |            |

| Етнички састав према попису из 2022.‍ | Етнички састав према попису из 2022.‍ | Етнички састав према попису из 2022.‍ | Етнички састав према попису из 2022.‍ | Етнички састав према попису из 2022.‍ |
| ------------------------------------ | ------------------------------------ | ------------------------------------ | ------------------------------------ | ------------------------------------ |
|                                      |                                      |                                      |                                      |                                      |
| Срби                                 | Срби                                 |                                      | 570                                  | 88,24%                               |
| Власи                                | Власи                                |                                      | 15                                   | 2,32%                                |
| Румуни                               | Румуни                               |                                      | 5                                    | 0,77%                                |
| Остали                               | Остали                               |                                      | 3                                    | 0,46%                                |
| Неизјашњени                          | Неизјашњени                          |                                      | 31                                   | 4,80%                                |
| Непознато                            | Непознато                            |                                      | 22                                   | 3,41%                                |

| Етнички састав према попису из 2002.‍ | Етнички састав према попису из 2002.‍ | Етнички састав према попису из 2002.‍ | Етнички састав према попису из 2002.‍ | Етнички састав према попису из 2002.‍ |
| ------------------------------------ | ------------------------------------ | ------------------------------------ | ------------------------------------ | ------------------------------------ |
|                                      |                                      |                                      |                                      |                                      |
| Срби                                 | Срби                                 |                                      | 876                                  | 81,41%                               |
| Власи                                | Власи                                |                                      | 50                                   | 4,64%                                |
| Румуни                               | Румуни                               |                                      | 10                                   | 0,92%                                |
| Хрвати                               | Хрвати                               |                                      | 4                                    | 0,37%                                |
| Црногорци                            | Црногорци                            |                                      | 3                                    | 0,27%                                |
| Бугари                               | Бугари                               |                                      | 2                                    | 0,18%                                |
| Чеси                                 | Чеси                                 |                                      | 1                                    | 0,09%                                |
| Роми                                 | Роми                                 |                                      | 1                                    | 0,09%                                |
| Македонци                            | Македонци                            |                                      | 1                                    | 0,09%                                |
| Албанци                              | Албанци                              |                                      | 1                                    | 0,09%                                |
| Југословени                          | Југословени                          |                                      | 1                                    | 0,09%                                |
| непознато                            | непознато                            |                                      | 15                                   | 1,39%                                |

| Година пописа     | 1948. | 1953. | 1961. | 1971. | 1981. | 1991. | 2002. |
| ----------------- | ----- | ----- | ----- | ----- | ----- | ----- | ----- |
| Број домаћинстава | 396   | 395   | 448   | 464   | 486   | 432   | 420   |

| Број чланова      | 1   | 2   | 3  | 4  | 5  | 6  | 7 | 8 | 9 | 10 и више | Просек |
| ----------------- | --- | --- | -- | -- | -- | -- | - | - | - | --------- | ------ |
| Број домаћинстава | 125 | 133 | 52 | 53 | 33 | 19 | 3 | 1 | 1 | 0         | 2,56   |

| Пол    | Укупно | Неожењен/Неудата | Ожењен/Удата | Удовац/Удовица | Разведен/Разведена | Непознато |
| ------ | ------ | ---------------- | ------------ | -------------- | ------------------ | --------- |
| Мушки  | 433    | 79               | 293          | 38             | 23                 | 0         |
| Женски | 487    | 62               | 292          | 109            | 24                 | 0         |
| УКУПНО | 920    | 141              | 585          | 147            | 47                 | 0         |

| Пол    | Укупно                    | Пољопривреда, лов и шумарство | Рибарство                            | Вађење руде и камена | Прерађивачка индустрија       |
| ------ | ------------------------- | ----------------------------- | ------------------------------------ | -------------------- | ----------------------------- |
| Мушки  | 204                       | 85                            | 0                                    | 1                    | 22                            |
| Женски | 109                       | 48                            | 0                                    | 0                    | 9                             |
| УКУПНО | 313                       | 133                           | 0                                    | 1                    | 31                            |
| Пол    | Производња и снабдевање   | Грађевинарство                | Трговина                             | Хотели и ресторани   | Саобраћај, складиштење и везе |
| Мушки  | 15                        | 21                            | 5                                    | 9                    | 3                             |
| Женски | 1                         | 0                             | 13                                   | 7                    | 0                             |
| УКУПНО | 16                        | 21                            | 18                                   | 16                   | 3                             |
| Пол    | Финансијско посредовање   | Некретнине                    | Државна управа и одбрана             | Образовање           | Здравствени и социјални рад   |
| Мушки  | 0                         | 2                             | 10                                   | 12                   | 8                             |
| Женски | 1                         | 0                             | 3                                    | 11                   | 13                            |
| УКУПНО | 1                         | 2                             | 13                                   | 23                   | 21                            |
| Пол    | Остале услужне активности | Приватна домаћинства          | Екстериторијалне организације и тела | Непознато            | Непознато                     |
| Мушки  | 3                         | 0                             | 0                                    | 8                    | 8                             |
| Женски | 1                         | 0                             | 0                                    | 2                    | 2                             |
| УКУПНО | 4                         | 0                             | 0                                    | 10                   | 10                            |

## Галерија
- Брза Паланка споменик 1912-1918
- Брза Паланка, црква Св. Тројице
- Брза Паланка зграда галерије
- Брза Паланка поглед са Дунава
- Брза Паланка, плажа
- Брза Паланка, дунавска плажа